# Lockheed U-2
El Lockheed U-2, apodado «Dragon Lady», es un avión de vigilancia a gran altitud, monomotor y monoplaza, usado por la Fuerza Aérea de los Estados Unidos (USAF) y previamente por la Agencia Central de Inteligencia (CIA). Realiza misiones de vigilancia todo tiempo a altitudes superiores a 21 000 m. El avión también hace tareas de investigación y desarrollo de sensores electrónicos, calibración de satélites y validación de datos de satélites.
En agosto de 2007, el U-2 se convirtió en la sexta aeronave, después del transporte táctico estadounidense Lockheed C-130 Hercules, en cumplir 50 años en servicio continuado con su operador principal. En 2009, ya existían seis aviones formando parte de esa lista de longevidad; los otros cinco son el Tupolev Tu-95 soviético, el británico English Electric Canberra y los estadounidenses Lockheed C-130 Hercules,  Boeing KC-135 Stratotanker  y Boeing B-52 Stratofortress.

## Desarrollo
A comienzos de la década de 1950, con las tensiones de la Guerra Fría aumentando, las fuerzas armadas estadounidenses necesitaron mejorar el reconocimiento estratégico para determinar las capacidades e intenciones de la Unión Soviética. Así la dinámica de la Guerra Fría impulsó a desarrollar un avión de las características del U-2. En aquella época no había satélites, pero sí una imperiosa necesidad de saber todo lo que ocurría al otro lado del Telón de Acero. 
Los aviones de vigilancia de ese momento eran principalmente bombarderos reconvertidos, pero eran vulnerables al fuego antiaéreo y los cazas. Los vuelos de aviones de reconocimiento existentes no eran posibles sobre la URSS, serían detectados y derribados, por lo que se buscaba un nuevo modelo de avión de gran autonomía pero que además fuese capaz de volar por encima de los 65 000 pies (20 000 m). Se pensaba que un avión que volase a más de 21 000 metros no solo estaría fuera del alcance de los misiles y cazas soviéticos, sino que también fuera del alcance de los radares. Esta capacidad permitiría misiones de sobrevuelo, violando intencionadamente el espacio aéreo de un país para realizar fotografía de una zona específica.
La Fuerza Aérea dio contratos a Bell Aircraft, Martin Aircraft y Fairchild Engine and Airplane para desarrollar propuestas para un nuevo avión de reconocimiento. Los directivos de Lockheed Aircraft Corporation estudiaron el proyecto y pidieron al ingeniero aeronáutico Clarence Johnson que se acercase con un diseño. Johnson era un diseñador brillante, responsable del P-38 Lightning y el primer caza de reacción estadounidense, el P-80. Además, era conocido por completar los proyectos a tiempo y trabajaba en una división de la empresa conocida humorísticamente como Skunk Works.
En 1953 la USAF eligió la propuesta de Lockheed, con un diseño de Clarence Johnson. Así Skunk Works, la división de Lockheed encargada de los proyectos secretos, y a veces exóticos. El resultado era combinar el fuselaje del F-104 Starfighter con las alas de un planeador. Así nació el U-2, que realizó su primer vuelo en agosto de 1955. El diseño de Johnson, denominado CL-282, unía como se ha dicho las alas de envergadura grande del tipo planeador con el fuselaje de otro de sus diseños, el F-104 Starfighter. Para ahorrar peso, su diseño no llevaba un tren de aterrizaje convencional, sino que despegaba desde una plataforma móvil y aterrizaba con patines. El diseño fue rechazado por la USAF, pero llamó la atención de varios civiles de la comisión de revisión, en especial a Edwin Land, inventor de la fotografía instantánea. Sencillamente no había alternativas al U-2. Menos de un año después entraría en servicio. Land le ofreció la propuesta al director de la CIA Allen Dulles para que su agencia utilizara el avión. Tras un encuentro con el presidente Eisenhower, Lockheed recibió un contrato de 22,5 millones USD para los primeros 20 aviones. El diseño fue renombrado como «U-2», cuya U hacía referencia a la designación imprecisa de «utilitario».
El U-2 realizó su primer vuelo el 1 de agosto de 1955, aunque en principio solo tenía previsto realizar rodaje a alta velocidad. Las alas realizaban una sustentanción tan eficiente que al alcanzar los 70 nudos (130 km/h) el avión comenzaba a elevarse. La empresa Polaroid desarrolló la óptica de una cámara de formato grande que utilizaría el U-2. Las nuevas cámaras podían proporcionar una resolución de 76 cm a una altitud de 18 288 m.

## Diseño

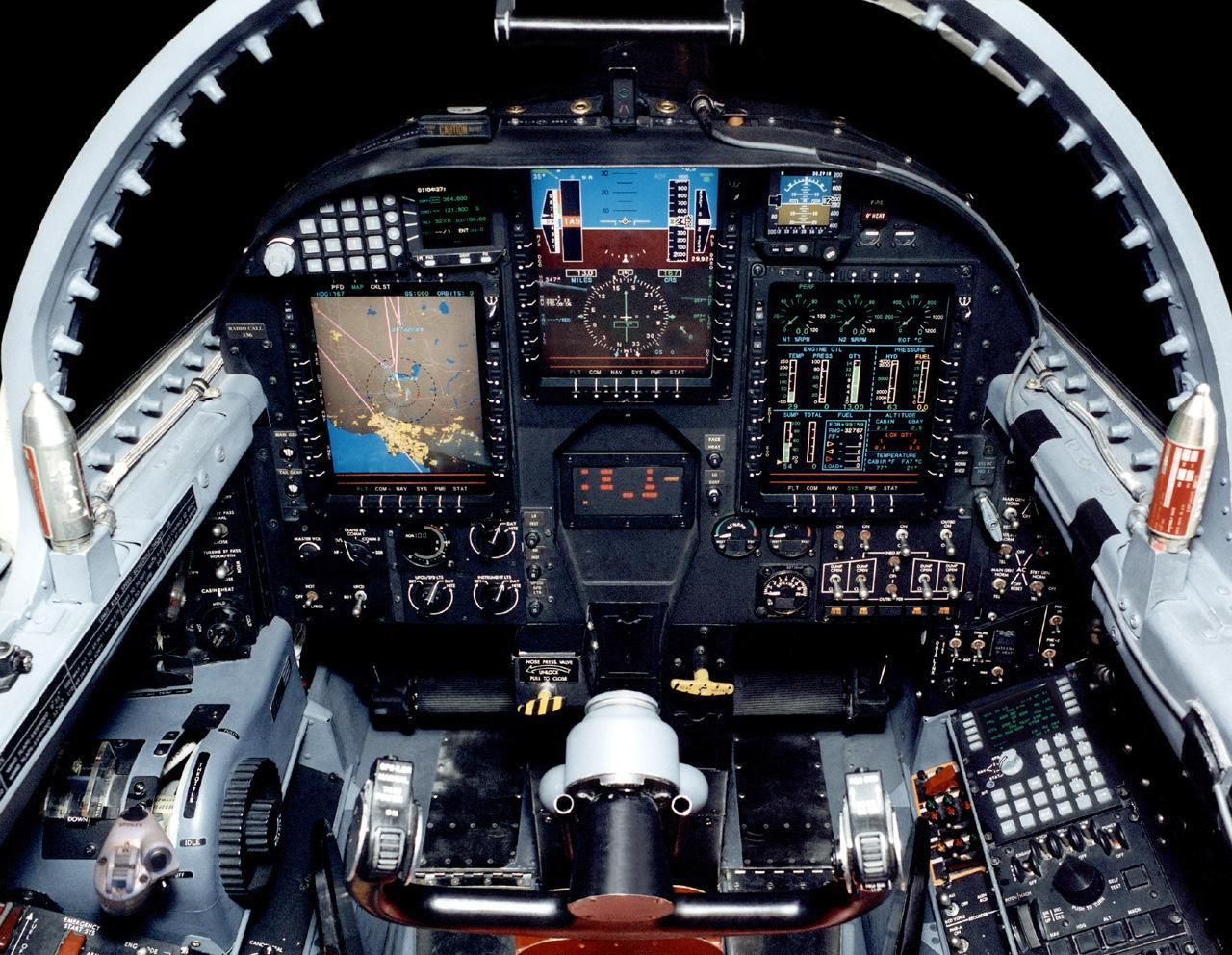
Cabina de un U-2.

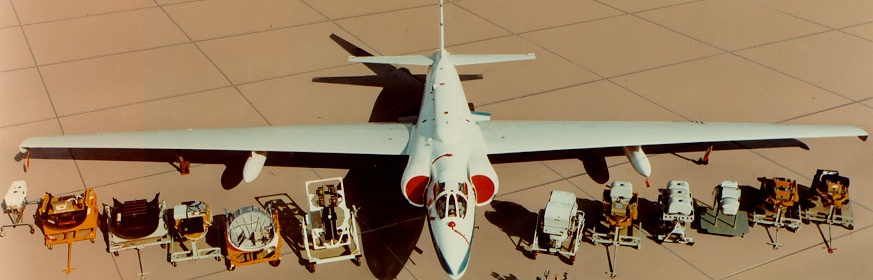
U-2 con sus posibles cargas.

El diseño único que le daba al U-2 sus prestaciones extraordinarias también lo hacía uno de los aviones más difíciles de pilotar. Estaba diseñado y fabricado para conseguir una estructura ligera, dando como resultado un avión con poco margen para el error.
El alargamiento alar del U-2 le confería algunas características de los planeadores, con una relación sustentanción-resistencia estimada de 20:1. Para mantener su techo de vuelo de 21 336 m, los modelos U-2A y U-2C debían volar a una velocidad cercana a la máxima. Sin embargo, la velocidad de entrada en pérdida a esa altitud era solo de 18 km/h menor que la velocidad máxima. Durante el 90 % de una misión típica, el piloto del U-2 estaría volando a solo 9 km/h de una entrada en pérdida, lo que constituía una disminución de la altitud inaceptable y, en consecuencia, la posible detección, además de un daño potencial al intentar recuperarse de cualquier tipo maniobra excepcional.
La envergadura larga y sus características similares a las de un planeador, también hacía que el U-2 fuese muy sensible a los vientos cruzados. Esta sensibilidad y la tendencia del avión a flotar sobre la pista dificultaba notablemente el aterrizaje. En lugar de un tren de aterrizaje convencional de triciclo, el U-2 utiliza una configuración de bicicleta, con un grupo de ruedas localizadas detrás de la cabina y el otro grupo detrás del motor. Para mantener el equilibrio y realizar el rodaje, se le añadía dos ruedas auxiliares, denominados «saltadores», instaladas por la tripulación de tierra en la zona central del ala. Los saltadores se desprendían de las semi-alas sobre la superficie de la pista de despegue cuando el avión se elevaba. La tripulación de tierra recogía los saltadores y los volvía a instalar cuando el U-2 aterrizaba. Los patines de titanio situados en las puntas de las semi-alas, protegían la parte inferior del ala.
Debido a su misión a grandes altitudes, el piloto debía llevar un equivalente a un traje espacial. El traje suministraba el oxígeno al piloto y servía como protección en caso de una pérdida de presurización de la cabina. Para impedir la hipoxia y reducir la posibilidad de síndrome de descompresión, los pilotos llevaban el traje y comenzaban a respirar oxígeno una hora antes del despegue, para eliminar el nitrógeno de la sangre.

## Variantes

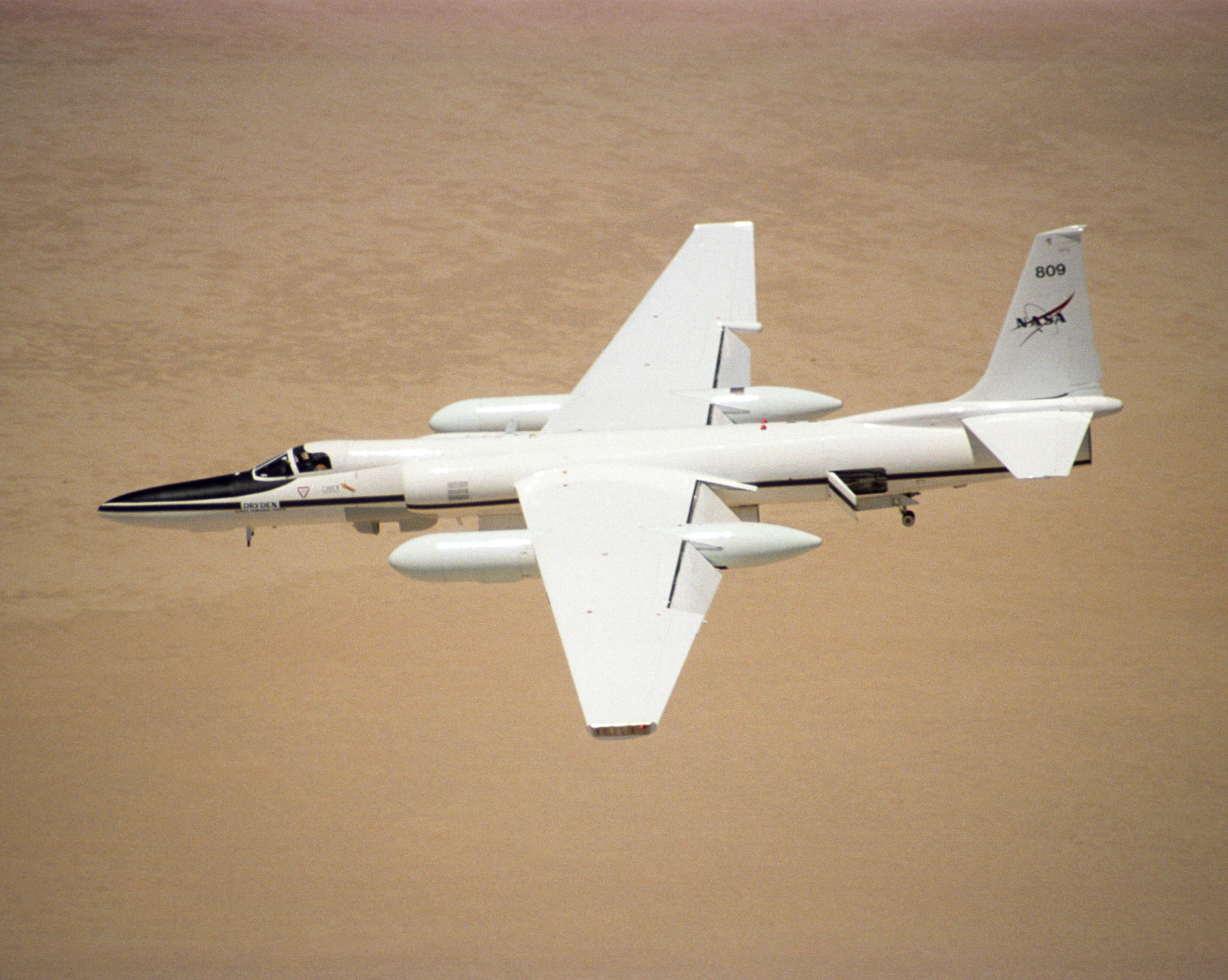
El Lockheed ER-2 de la NASA.

El U-2R voló por primera vez en 1967 y era significativamente más grande y capacitado que el avión original. La versión de reconocimiento táctico, el TR-1A, realizó su primer vuelo en agosto de 1981. Se distingue por unos contenedores de instrumentación de grandes dimensiones bajo cada semi-ala, aunque estructuralmente es idéntico al U-2R.
El U-2 se fue modernizando a lo largo de los años, desarrollándose versiones más grandes y con contenedores en las alas a partir del U-2R. Se añadieron capacidades para mantenerse al día, como el reabastecimiento en vuelo en el U-2E y se incrementó su carga de sensores electrónicos y cámaras. El U-2S tiene una envergadura de 31 metros y una longitud de 20, pudiendo llevar una carga de cámaras y sensores de hasta 2300 kg..
La 17.ª Ala de Reconocimiento de la base Alconbury (Inglaterra) utilizó los TR-1A desde 1983 a 1991. El último avión fue entregado a la Fuerza Aérea en octubre de 1989. En 1992 todos los TR-1 y U-2 fueron renombrados como U-2R. La variante biplaza de entrenamiento del TR-1, el TR-1B fue renombrado como TU-2R. Tras la actualización con el motor F-118-101, los antiguos U-2R fueron renombrados como U-2S Senior Year.
Un derivado del U-2 conocido como ER-2 con base en Dryden Flight Research Center y es utilizado por la NASA para investigación civil de altitud como observaciones, dinámica y química de la atmósfera y procesos oceánicos.

## Operadores
Estados Unidos
- Fuerza Aérea de los Estados Unidos (USAF)
  - 9.ª Ala de Reconocimiento, Base de la Fuerza Aérea Beale, California.
    - 1.º Escuadrón de Reconocimiento
    - 99.º Escuadrón de Reconocimiento
- Administración Nacional de Aeronáutica y del Espacio (NASA), Aeródromo Federal Moffett, California, y Centro Dryden de Investigaciones de Vuelo / Base de la Fuerza Aérea Edwards, California.

 República de China
- Fuerza Aérea de la República de China – utilizó aviones U-2 entre 1960 y 1974.[3]
  - 35.º Escuadrón Black Cat

## Historia operacional

### Estados Unidos

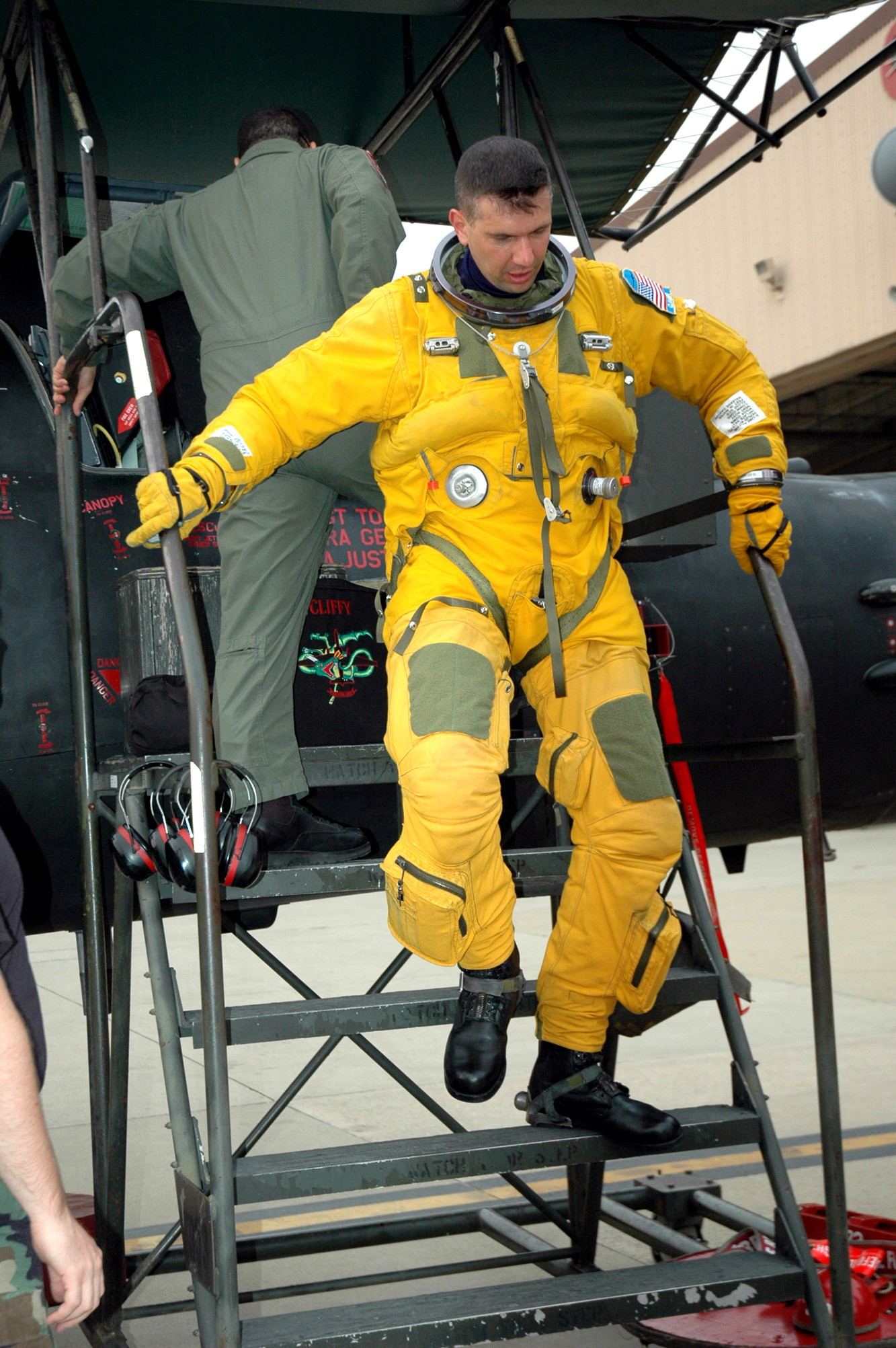
Un piloto desciende de un U-2.

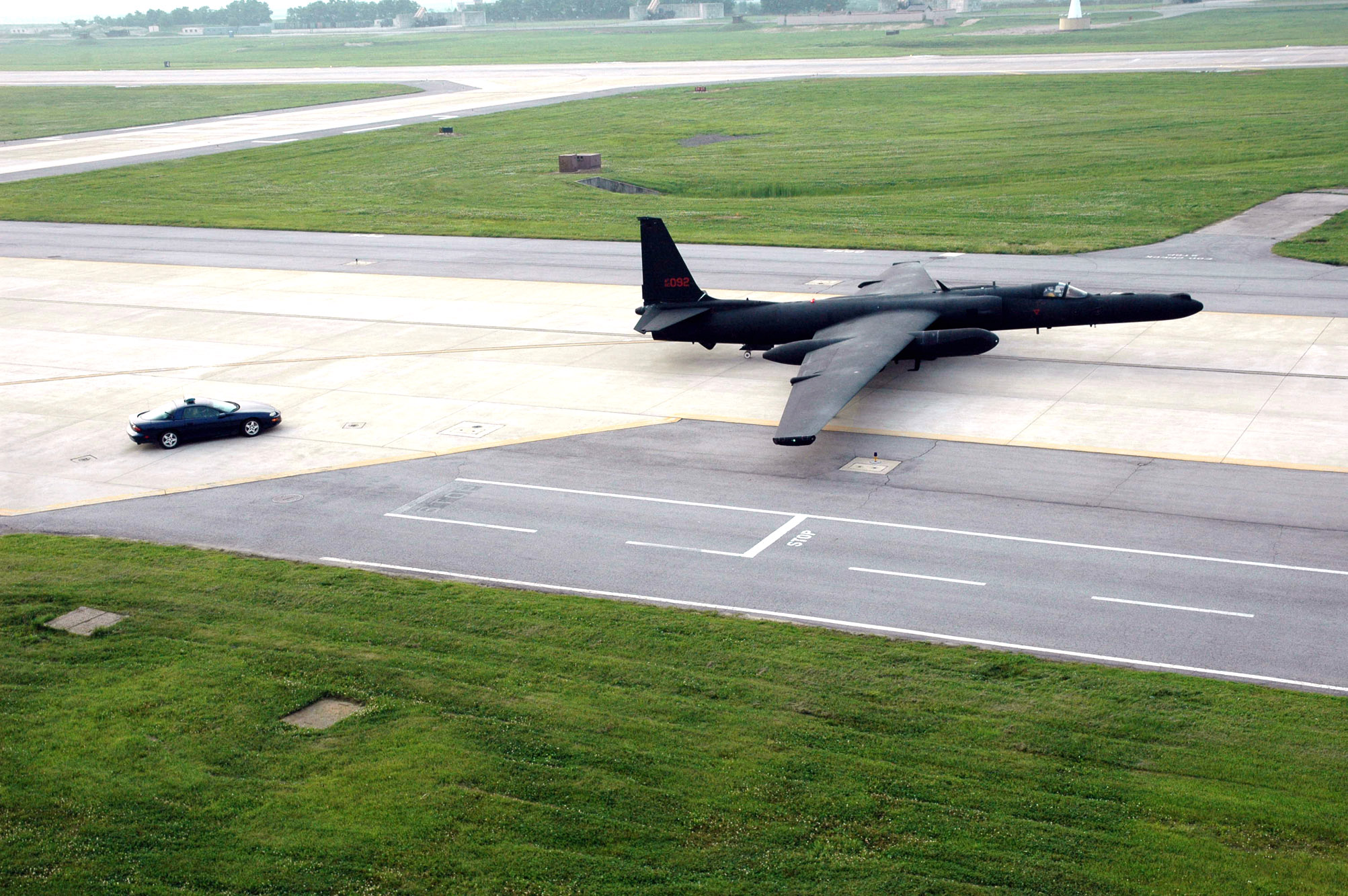
Un U-2S en la base de Osan (Corea del Sur).

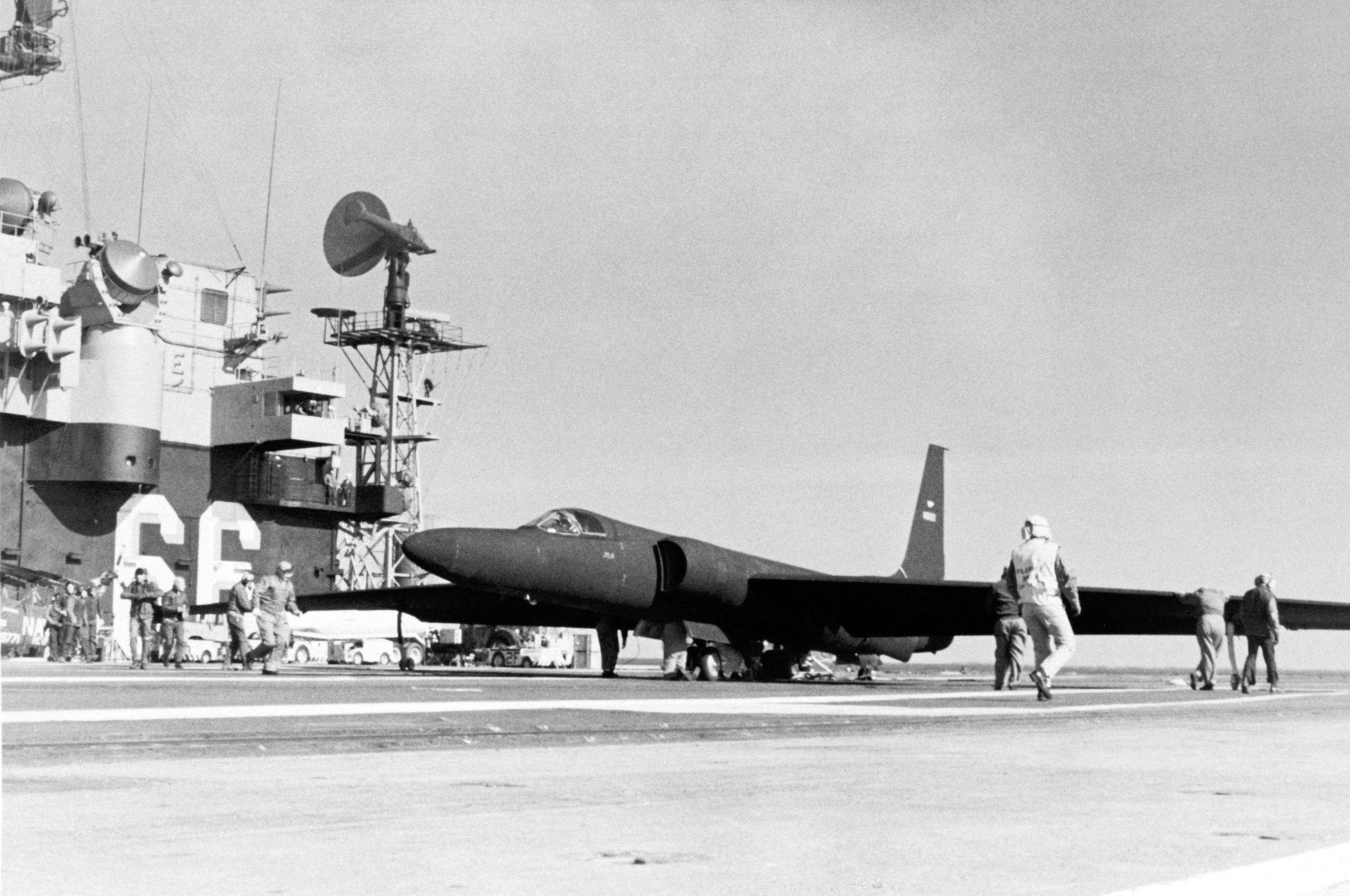
Pruebas del U-2 a bordo del.

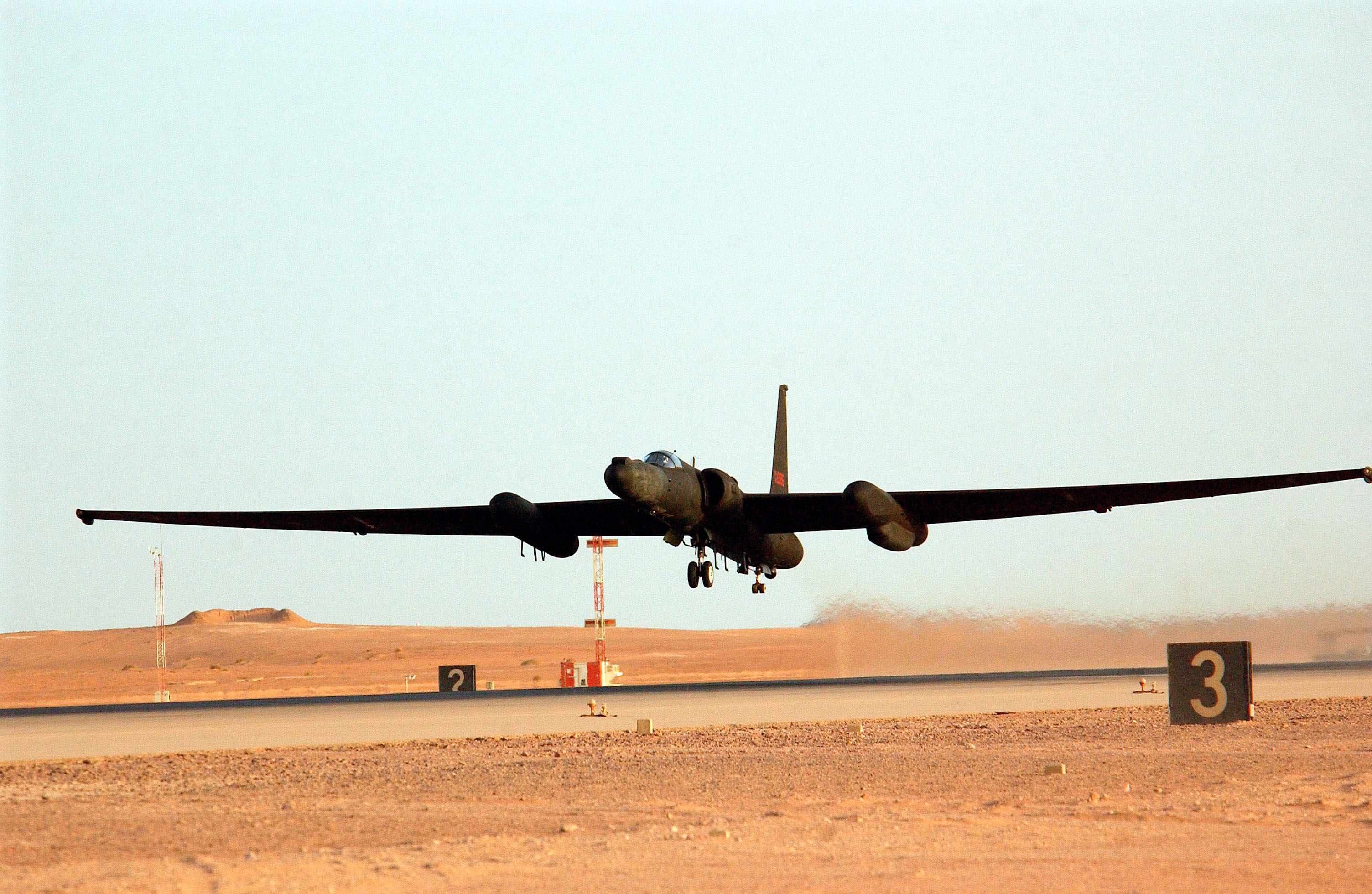
Un U-2 despegando desde Irak en 2007.

Aunque tanto la USAF como la Armada utilizarían el U-2, se trataba originalmente de una operación de la CIA. Debido a las implicaciones políticas de un avión militar sobrevolando el espacio aéreo de un país, solo el U-2 de la CIA llevó a cabo estas operaciones. Los pilotos debían dimitir de sus cargos militares antes de unirse a la CIA como civiles, un proceso conocido como sheep diping. La CIA compró 20 aviones y la USAF 31.
El entrenamiento del piloto en el U-2, se ayudó de dos aviones biplaza, modificados del modelo monoplaza, y denominado como CT-2, donde una segunda cabina estaba situada detrás de la primera.
El Presidente Eisenhower autorizó la operación Overflight para realizar vuelos encubiertos después de que la URSS rechazara un acuerdo de cielos abiertos. En 1956 Gran Bretaña autorizó el despliegue del U-2 en la base de Lakenheath, para realizar vuelos sobre la URSS y Europa del Este. El primer vuelo sobre la URSS tuvo lugar en julio de 1956, pero antes en junio se voló sobre Polonia y Alemania Oriental. En su primer vuelo el U-2 fotografió la construcción de submarinos en astilleros de Leningrado. Los rusos fueron capaces de rastrear ocasionalmente el U-2 e intentaron derribarlo enviando cazas. Los rusos creían inicialmente que se trataba de una nueva versión del RB-57, empleado anteriormente en misiones parecidas, y presentaron sus protestas formales ante EE. UU. por estos vuelos.
Las fotos obtenidas por los vuelos del U-2 proporcionaron información sobre bombarderos soviéticos y fábricas de misiles y motores de cohetes. El U-2, aunque era detectado por los radares, volaba con total impunidad pues los cazas no podían interceptarlo. Los soviéticos decidieron desarrollar sus misiles antiaéreos de largo alcance. La CIA sabía del avance soviético en misiles, pero pensó que era un riesgo asumible. La USAF encargó Project Rainbow para reducir la firma radar del U-2 ante la amenaza de cancelación del programa si un U-2 fuese derribado en territorio soviético. Se empezó por aplicar pinturas que hiciesen que el U-2 fuera menos detectable al ojo humano. También se recurrió a una malla metálica montada en el panel del tren de aterrizaje, pero esto fue un fracaso, ya que funcionaba solo en unas determinadas frecuencias de radar. Con los años se instaló en la cola del U-2 un nuevo dispositivo para ayudar a prevenir el enganche del radar de un misil sobre el avión.
Gracias al U-2 los dirigentes de EE. UU. supieron que la producción de misiles nucleares rusos era lenta y que su país tenía llevaba la delantera. También sabían, después de hacer inventario con las fotos tomadas, que todos los bombarderos soviéticos Myasishchev 3M Bison de largo alcance se concentraban en una única base aérea, siendo muchos menos en número de los que se suponía. El U-2 era esencial para mantenerse al día en el número de bases y cantidad de armas nucleares de la fuerza soviética. Se conoce por haber fotografiado al prototipo del Tupolev Tu-22.
En este contexto se planificó una nueva misión denominada Grand Slam a partir de 1958, cruzando sobre la Unión Soviética en un vuelo desde Pakistán a Noruega o Irán. Ya en 1956 los U-2 del 2nd Weather Reconnaissance Squadron se habían desplegado en Turquía  para llegar a más puntos de la URSS. Para descargar a EE. UU. de cualquier culpa se pensó en pilotos de la Royal Air Force para realizar los vuelos. Cuatro pilotos fueron enviados a EE. UU. para formarse, muriendo el Squadron Leader Christopher Walker en un accidente. Aunque de hecho los pilotos de la RAF realizaron estos vuelos desde Turquía entre 1959 y 1960 finalmente los U-2 fueron volados sólo por pilotos de la CIA. Los U-2 operaban enmarcados en la estructura de la USAF pero sus pilotos pertenecían a la CIA. 
Tras sus éxitos iniciales los vuelos de los U-2 se limitaron, para evitar tensión con la URSS. cada vez los soviéticos contaban con mejores cazas, que suponían una creciente amenaza para el U-2. El MiG-19 y MiG-21, que habían entrado en servicio, cada vez se acercaban más, aunque no lo suficiente, y los pilotos de los U-2 temían colisionar con un interceptor soviético. Debido a esto se decidió cambiar el esquema de pintura de los aviones. En abril de 1960 un U-2C voló sobre instalaciones secretas de la URSS: El centro de pruebas de Semipalatinsk, la base aérea de Dolon que albergaba a los Tu-95, centro de pruebas de misiles SAM de Saryshagan y el centro de prueba de misiles de Tyuratam (más conocido como cosmódromo de Baikonur). Al igual que venía pasando desde hacía cuatro años el avión fue detectado y se enviaron aviones MiG-19 y Su-9 que no lograron interceptarlo.
No solo la URSS y sus aliados recibían las atenciones de los U-2. En 1956 se emplearon para evaluar el despliegue militar anglo-francés en Egipto. Los vuelos en Oriente Medio pronto se extendieron a Siria, Irak, Líbano, Arabia Saudita y Yemen. La base turca de Incirlik se empleaba asiduamente por parte de los U-2. Además de misiones de reconocimiento desde Turquía se realizaban misiones en paralelo a las de los U-2 que penetraban en el espacio aéreo de la URSS, distrayendo de este modo la atención de parte de los recursos de la defensa aérea y de paso realizando reconocimiento electrónico. 
El avión llegó a la atención pública cuando el piloto Francis Gary Powers fue derribado sobre territorio soviético el 1 de mayo de 1960, conocido como Incidente del U-2. Powers era un piloto experimentado, con 27 misiones a los mandos del U-2, pero no pudo evitar el efecto perdigonada de los 14 misiles SA-2 lanzados contra su avión. El 14 de octubre de 1962, fue un U-2 de la 4080ª Ala de Reconocimiento Estratégico el que fotografió las tropas soviéticas instalando misiles nucleares en Cuba, precipitando la crisis de los misiles cubanos. Sin embargo, durante la crisis de los misiles, otro U-2 fue derribado, falleciendo su piloto, el mayor Rudolph Anderson.
A comienzos de 1963, la CIA probó utilizar el U-2 en portaaviones como un sistema para superar las limitaciones de alcance del avión. Tras los despegues y aterrizajes de prueba exitosos del U-2 en el USS Ranger y otros portaaviones, los aviones sirvieron para monitorizar los ensayos nucleares franceses en Mururoa.
En 1964, el Mando Aéreo Estratégico (SAC) envió un destacamento del U-2 de la 4080ª Ala a Vietnam del Sur para misiones de reconocimiento sobre Vietnam del Norte. El 5 de abril de 1965, los U-2 del 4028º Escuadrón de Reconocimiento Estratégico realizaron fotografía de los emplazamientos de misiles SAM-2 cerca de Hanói y el puerto de Haiphong. El 11 de febrero de 1966 la 4080ª Ala fue renombrada como 100.ª Ala y el escuadrón como 349ª Escuadrón.
El 28 de julio de 1966, un U-2 se estrelló en las proximidades de Llanquera (Oruro - Bolivia), cuando el piloto, presumiblemente, ya había fallecido mientras el avión seguía en vuelo, cuando finalmente llegó a impactar en la punta de una pequeña colina.
El 8 de octubre de 1966 se perdió el único U-2 durante operaciones de combate cuando el piloto de la USAF Leo Stewart, volando para el 349.º Escuadrón, sufrió problemas mecánicos cuando volaba sobre Vietnam del Norte. El U-2 pudo regresar a Vietnam del Sur y el piloto eyectó con éxito, estrellándose el avión cerca de la base aérea de Bien Hoa. En julio de 1970, el 349.º Escuadrón se trasladó a Tailandia y fue renombrado como 99.º Escuadrón, donde permaneció hasta marzo de 1973.
En 1967, se introdujo la versión U-2R, un 40% más grande que el U-2 original y con equipos instalados debajo de las alas. En 1969, los U-2R de mayor tamaño volaron con éxito desde el USS America. Se pensó que el programa sería detenido después de ese año. Sin embargo, el avión continuó en servicio durante más de 50 años a pesar de la llegada de los satélites de vigilancia. La ventaja del avión sobre los satélites es su capacidad de vuelos directos al objetivo en momentos imprevisibles. La producción del avión se reinició en los años 1980. Duró más que su reemplazo, el SR-71, que fue retirado en 1998. En un documento de presupuestos de El Pentágono del 23 de diciembre de 2005, anuncia la finalización del programa del U-2 no antes de 2011, aunque algunos aviones han sido retirados en 2007.
Años después de entrar en servicio el U-2R recibió el motor GE F-118 y un sistema GPS, resultando en el U-2S. Recientemente la cabina ha recibido una actualización, pasando a ser digital, a lo que se ha unido un equipo de reconocimiento electro-óptico SYERS-2C.
En 1975 se creó una versión del U-2 de mayores dimensiones, nuevo motor Pratt & Withney J75 y nuevos equipos de reconocimiento más modernos. Esta variante fue denominada TR-1. Aunque empleaba la célula del U-2 en realidad estaban dedicados a misiones de reconocimiento táctico sobre Europa, por ello estaban basados en Gran Bretaña.  El último U-2, en la versión TR-1, se entregó a la USAF en 1989. En 1992 los TR-1 fueron renombrados U-2R.
En 1991 se desplegaron 6 U-2 y 6 TR-l para apoyar la Operación Tormenta del Desierto. Esta vez ayudaron incluso señalando los objetivos a los aviones F-111 de ataque gracias a sus equipos ASARS. Inicialmente se les asignó a los U-2 la misión de estimación de daños realizados, pero pronto pasaron a buscar lanzaderas de misiles Scud en el desierto. También los U-2 analizaron los movimientos de tropas iraquíes y con los datos obtenidos coordinaron ataques contra ellas. La cada vez mayor demanda de información acerca del despliegue iraquí hizo que los U-2 realizaran 182 misiones y volaran 1.386 horas. Si se cuentan los 5 meses que estuvieron desplegados en Arabia Saudita los U-2 volaron 284 misiones, que supusieron 2.726 horas.
En 1963 la US Navy solicitó el empleo de los aviones U-2, pero la petición fue rechazada ya que EE. UU. empezaba a apostar por los satélites de vigilancia. También se planteó emplear algún U-2 como enlace de comunicaciones navales a gran distancia. Algunos aviones U-2G y U-2H fueron modificados para despegar desde portaviones y así poder llegar a cualquier lugar del mundo. A pesar de las reticencias de la Armada a este tipo de operaciones los U-2R siguieron entrenando despegues desde portaviones durante años. En 1972 un U-2R (68-10330) fue usado por la US Navy en como parte del programa Project Highboy. La US Navy quería proar una versión de vigilancia marítima del U-2. La experiencia en Vietnam, donde la Armada de EE. UU. trato de interceptar el aprovisionamiento marítimo proveniente de Vietnam del Norte y Camboya, hizo que naciera el concepto del EP-X. El U-2 EP-X tenía una nueva sección frontal con un radar AN/APS-116  y un contenedor de equipos en cada ala. En la bodega de carga se instalaron equipos especializados para la misión, que además le permitían enviar datos en tiempo real. Lockheed incluso propuso el diseño 315B, un U-2 biplaza armado con misiles antibuque Condor y dos drones para engañar a las defensas aéreas. A pesar del éxito de las pruebas y de las capacidades que hubiera dado a la US Navy el proyecto se abandonó por diversas razones, principalmente económicas.
EE. UU. lleva más de 10 años tratando de retirar el U-2 y sustituirlo por aviones no tripulados y satélites, pero sigue en servicio. La efectividad del U-2 queda probada por el hecho que URSS creó el Beriev S-13, una versión del U-2 hecha por ingeniería inversa que nunca llegó a ver servicio. Si entró en servicio el MiG-25, uno de los aviones más veloces de su tiempo que trató de interceptar a los aviones espías de EE. UU.. Los U-2S sirven en la 9.ª Ala de Reconocimiento, basada en Beale (California). La unidad cuenta con destacamentos en la base de la RAF en Akrotiri (Chipre), Istres (Francia), Al Kharj (Arabia Saudita) y Osan (Corea del Sur). Para formación de pilotos la unidad cuenta con al menos dos U-2S(T).

### Taiwán
China había creado su Primer Batallón de Misiles Tierra-Aire de la Fuerza Aérea del Ejército de Liberación Popular en octubre de 1958. Posteriormente se crearon los batallones en las Regiones Militares de Pekín y Nanking, equipados con misiles SAM-2. En octubre de 1959 China usó tres misiles SAM-2 para derribar un avión espía RB-57D. El incidente despertó la necesidad de contar con un avión de mejores características para realizar misiones de reconocimiento. Así, entró en juego el U-2. De 1959 a 1971 30 pilotos fueron enviados a EE. UU. para recibir entrenamiento. Los dos primeros U-2F llegaron a Taiwán en julio de 1960, con otros dos más en diciembre de 1962. Todos los U-2 operaban desde la Base Aérea de Taoyuan.
El escuadrón Black Cat realizó 220 misiones con sus aviones U-2 sobre China continental entre 1962 y 1974. Originalmente se denominó Escuadrón 35, aunque en EE. UU. era conocido como el Destacamento H de la CIA. Entre 1961 y 1974 28 pilotos de la Fuerza Aérea de Taiwán se unieron al escuadrón.  Durante los 14 años que operaron en Taiwán 19 aviones U-2 pasaron por el escuadrón Black Cat, aunque simultáneamente solo se operaban dos U-2, a veces un único avión. Con el restablecimiento de relaciones entre EE. UU. y China los vuelos terminaron.
Durante quince años se operó el Project Razor volando sobre China continental, territorio norcoreano y Vietnam del Norte. La primera misión se realizó el 13 de enero de 1962. En diciembre de 1965, se comisionó el primer avión con un acabado externo de color negro terciopelo, hasta entoncez todos los U-2 de Taiwán eran de color azul oscuro.
Cinco U-2 fueron derribados por las defensas aéreas. Dos pilotos fueron capturados y tres murieron al ser derribados. Durante vuelo sobre las instalaciones militares en la región de Kiangsi en septiembre de 1962 el avión que conducía el piloto Chen Huai-sheng fue derribado por un misil SAM-2. Chen fue capturado, pero gravemente herido murió poco después en un hospital. Varios otros pilotos perecieron en diversos ejercicios de entrenamiento. Dos pilotos, Yeh Chang-ti y Chang Li-yi, fueron capturados después de ser derribados. Yeh realizaba una misión de reconocimiento sobre una instalación de armas nucleares  el 1 de noviembre de 1963. Chang fue capturado cuando su aeronave fue derribada en una misión sobre Mongolia. Ambos fueron prisioneros hasta el 10 de noviembre de 1982, cuando fueron liberados y enviados a Hong Kong. Otro piloto murió en una misión y 6 pilotos murieron durante vuelos de entrenamiento.

## Desarrollos recientes
En enero de 2006, el Secretario de Defensa Donald Rumsfeld anunció la retirada pendiente de la flota de U-2. Diseñado como una medida de recorte de costes y como parte de una reorganización mayor y redefinición de la misión de la Fuerza Aérea que incluye la retirada de la flota de los Boeing E-4B, la cancelación del programa Northrop Grumman E-10 MC2A y la eliminación de todos excepto 58 aviones Boeing B-52. Rumsfeld señaló que este movimiento no reduciría la capacidad de la Fuerza Aérea en misiones que serían realizadas por satélites o vehículos no tripulados como el RQ-4 Global Hawk. Sin embargo, el Congreso ha retrasado los intentos de retirar el modelo U-2S ya que no existe otro sistema que pueda reemplazar la capacidad de este avión.

## Especificaciones (U-2S)
Referencia datos: International Directory, Global Security,

### Características generales
- Tripulación: Uno (piloto)
- Longitud: 19,2 m (63 ft)
- Envergadura: 31,4 m (103 ft)
- Altura: 4,9 m (16 ft)
- Superficie alar: 92,9 m² (1000 ft²)
- Peso vacío: 6760 kg (14 899 lb)
- Peso máximo al despegue: 18 100 kg (39 892,4 lb)
- Planta motriz: 1× Turbofán General Electric F118-101.
  - Empuje normal: 84,5 kN (8616 kgf; 18 996 lbf) de empuje.
- Alargamiento alar: 10,6

### Rendimiento
- Velocidad máxima operativa (Vno): 805 km/h (500 MPH; 435 kt)
- Velocidad crucero (Vc): 690 km/h (429 MPH; 373 kt)
- Alcance: 10 300 km (5562 nmi; 6400 mi)
- Techo de vuelo: 22 475 m (73 737 ft)

### Desarrollos relacionados
- Lockheed SR-71 Blackbird

### Aeronaves similares
- Bell X-16
- Martin RB-57F Canberra
- English Electric Canberra PR.9
- Myasishchev M-55
- Northrop N-204
- Yak-25RV

### Secuencias de designación
- Secuencia U-_ (Aviones Utilitarios estadounidenses, 1962-presente): U-1 - U-2 - U-3 - U-4 - U-5 →
- Secuencia R-_ (Aviones de Reconocimiento estadounidenses, 1962-presente): R-1

### Listas relacionadas
- Anexo:Lista de aviones norteamericanos derribados en la Guerra Fría
- Anexo:Aeronaves de la Fuerza Aérea de los Estados Unidos (históricas y actuales)